# Vermögensverteilung in Österreich
Die Vermögensverteilung in Österreich ist gleichbedeutend mit der Verteilung des Sach-, Geld- und Beteiligungsvermögen auf Personen oder Gruppen von Personen in Österreich. Österreich weist nach einer Untersuchung der Österreichischen Nationalbank eine ausgeprägte Ungleichheit der Nettovermögen auf. Der Grund dafür ist, dass international gesehen relativ viele Menschen zur Miete und nur 60 % im Eigentum wohnen, in Wien nur 18 %. Der Immobilienbesitz jedoch stellt den Großteil des Vermögens dar, denn er ist doppelt so viel wert wie die Unternehmensbeteiligungen und dreimal so groß wie die Finanzvermögen.

## Geschichte
Für die Jahre 1820 bis 1913 wird der Gini-Koeffizient für die Region die heute Österreich darstellt (damals Kaisertums Österreich und ab 1867 Österreich-Ungarn), zwischen etwa 0,86 auf 0,90 geschätzt. (Ein Gini-Koeffizient von 0 bedeutet absolute Gleichverteilung, 1 absolute Ungleichverteilung.) Die entscheidende Ursache für den Anstieg der Ungleichheit besteht in der veränderten Zusammensetzung der Gesellschaft durch die Industrialisierung. Der Anteil des Sektors mit der gleichsten Vermögensverteilung und relativ wohlhabenden Bauern, die Landwirtschaft, nimmt ab. Der Anteil der Landwirtschaft an der Volkswirtschaft sinkt von 69 % im Jahr 1850 auf 46 % im Jahr 1890. 1850 sind 27,6 % der arbeitenden Bevölkerung Bauern, 33,9 % Landarbeiter. 1890 gibt es 18,4 % Bauern und 23 % Landarbeiter. Demgegenüber steigt der Anteil der Industriearbeiter von 14,6 % im Jahr 1850 um 10 über Prozent auf 25,3 % im Jahr 1890. Die folgende Tabelle zeigt das durchschnittliche Vermögen dieser Berufsgruppen in Österreichischen Gulden (Werte von 1914).
Vermögen der Berufsgruppen
|                   | 1820–1866 | 1867–1913 |
| ----------------- | --------- | --------- |
| Bauer             | 3094      | 4869      |
| Landarbeiter      | 348       | 417       |
| Industriearbeiter | 300       | 492       |

Die folgende Tabelle zeigt die Abnahme der Landwirtschaft und die Zunahme der Industriearbeiter:
Anteil der Berufsgruppen
|                   | 1850   | 1890   |
| ----------------- | ------ | ------ |
| Bauern            | 27,6 % | 18,4 % |
| Landarbeiter      | 33,9 % | 23 %   |
| Industriearbeiter | 14,6 % | 25,3 % |

In der starken Abnahme der Anzahl der vergleichsweise vermögenden Bauern um etwa 10 % und der starken Zunahme der im Vergleich zehn Mal ärmeren Industriearbeiter um etwa 10 % liegt ein wesentlicher Grund für die Zunahme der Ungleichheit der Vermögensverteilung. Gleichzeitig steigt relativ das Vermögen der Unternehmer und der meisten anderen Berufe außerhalb des Agrarsektors.

## Einzelne Indikatoren

### Median versus Durchschnitt
Das mittlere Vermögen oder Vermögen nach Median in Österreich betrug 2010 etwa 76.000 €. Dies bedeutet, dass die Hälfte aller Haushalte in Österreich in Geld- und Sachwerten weniger als 76.000 Euro besaß. Das durchschnittliche Vermögen lag deutlich darüber, bei etwa 265.000 Euro. Das dem Durchschnittsvermögen deutlich geringere mittlere Vermögen wies auf eine starke Ungleichverteilung hin. Pensionszusagen waren hier nicht berücksichtigt.
Das mittlere Vermögen betrug 2014 85.900 €, bis 2017 sank es auf 82.700 €. Das Durchschnittsvermögen sank ebenfalls im gleichen Zeitraum von 258.400 € auf 250.300 €.

### Gini-Koeffizient
Die Verteilung des Sachvermögens in Österreich wies einen Gini-Koeffizienten von 0,77 auf, die Verteilung des Geldvermögens einen Gini-Koeffizienten von 0,74. Netto wiesen Sach- und Geldvermögen gemeinsam einen Gini-Koeffizienten von 0,76 auf.

### Tabellarische Übersicht
Im Folgenden eine Übersicht über die Vermögenskonzentration des Bruttovermögens:
| Gruppe der Haushalte      | Vermögen in % |
| ------------------------- | ------------- |
| Gesamt                    | 100,0 %       |
| Top 5 %                   | 045 %         |
| nächsten 15 % Vermögende  | 029 %         |
| nächsten 30 % obere Mitte | 022 %         |
| untere Hälfte 50 %        | 04 %          |

### Selbsteinschätzungen
Haushalte wurden befragt, für wie vermögend sie sich im Vergleich zu allen anderen Österreichern einschätzen. Die meisten Haushalte verschätzen sich stark, und zwar zur Mitte hin verzerrt. Die meisten sehr vermögenden Haushalte schätzen sich als relativ weniger vermögend ein, und die weniger vermögenden schätzen sich relativ vermögender als sie es tatsächlich waren. Die selbst wahrgenommene Vermögensungleichheit in Österreich erwies sich damit als deutlich geringer als die erhobene tatsächliche Ungleichheit.

### Anwartschaften aus Pensionen
Ein erweiterter Vermögensbegriff unter Berücksichtigung des Alterssicherungsvermögens bzw. Nettopensionsvermögens führt nach der Fachliteratur zur Dämpfung der Ungleichheit. Rolf-Jürgen Hober sowie Dieter Brümmerhoff und Thiess Büttner wiesen etwa auf diesen Effekt hin. Die Autoren des Deutschen Instituts für Wirtschaftsforschung zu einer Ungleichheitsuntersuchung sahen 2010 eine Nichtberücksichtigung der Pensions-Anwartschaften als einen bedeutenden Schwachpunkt von Untersuchungen. In ihrer auf Deutschland bezogenen Untersuchung wird die Ungleichheit durch das Alterssicherungsvermögen deutlich gedämpft, wobei sie anmerken, dass eine große Vermögenskonzentration dennoch bestehen bleibt. Sie verweisen bezüglich der Aussagekraft der Einbeziehung dieser Anwartschaften jedoch auch darauf, dass die Ansprüche zum Alterssicherungsvermögen wesentlich fiktiven Charakter haben, da man sie im Gegensatz zum bereits bestehenden Vermögen nicht anlegen kann und sie von der Politik in der Höhe veränderbar sind.
Laut einer Untersuchung des Instituts für Höhere Studien (IHS), Wien aus dem Jahr 2013 verfügt der Durchschnittsverdiener in Österreich über ein Nettopensionsvermögen, das deutlich größer ist als sein durchschnittliches Nettovermögen. Das IHS kommt in dieser Studie zu folgenden Schluss: Ermittelt man aus dem Pensionsvermögen und den Finanz- und Sachvermögen das erweiterte Gesamtvermögen, dann ist die Ungleichheit des Gesamtvermögens wesentlich geringer als jene des reinen Finanz- und Sachvermögens. Nach der vorliegenden Schätzung beträgt der Gini-Koeffizient, der die Ungleichheit misst, 0,69 für Finanz- und Sachvermögen, 0,26 für die Verteilung des verfügbaren Nettoeinkommens, und 0,4 für die Verteilung des gesamten Nettovermögens. Zusammenfassend ist festzustellen, dass die relativ hohe Ungleichheit der Finanz- und Sachvermögen zu einem erheblichen Teil eine Folge des gut ausgebauten Sozialstaats ist und wenig über die Ungleichheit des gesamten Nettovermögens aussagt.